# Albertynka
Albertynka – postać z dramatu Operetka Witolda Gombrowicza.
W tekście utworu występuje jako "Albertynka – cud dziewczynka", panna z dobrego domu. Jest skromna i dobrze wychowana, marzy jednak o nagości, jest niejako nośnikiem jej idei. Hrabia Szarm pragnie posiąść dziewczynę i z zapałem ją uwodzi. O względy Albertynki walczy też baron Firulet.
W postać Albertynki wcieliły się m.in.: Monika Babicka (2002), Kinga Ilgner (2001), Paulina Kinaszewska (2000), Joanna Litwin (1997, 2001), Joanna Pacuła (1980), Halina Rasiakówna (1977), Dorota Segda (1988), Monika Świtaj (1983).